# 吉特尔德
吉特尔德（德語：Gittelde，發音：[ˈɡɪtl̩də]）是德国下萨克森州曾经的一个市镇，面积12.55平方千米，人口为人。2013年3月1日，吉特尔德所属的哈茨山区巴特格伦德集合市镇解散，其与另外3个成员市镇并入市镇巴特格伦德。